# 高士傳
高士傳，西晉皇甫謐撰，凡三卷。在四庫全書之中為史部傳記類總錄之屬。
據《高士傳》序文記載，該書起於唐堯至曹魏共收錄90餘人，今本記載起於唐堯時代的披衣而終於曹魏焦先，收錄91人，其中東漢人士居三分之一。《四庫全書》認為該書在《太平御覽》僅見71人，不少高士如子州支父、石戶之農、小臣稷、商容、榮啟期、長沮、桀溺、荷蓧丈人、漢陰丈人、顏斶10人引自嵇康《高士傳》之文，閔貢、王霸、嚴光、梁鴻、臺佟、韓康、矯愼、法眞、漢濱老父、龐公10人出自《後漢書》之文，披衣、老聃、庚桑楚、林類、老商氏等人由後人摭取他書補上。
后人續作甚多，陳繼儒有《逸民傳》、李卓吾著《藏書》、高兆著《續高士傳》。